# James Hopwood Jeans
James Hopwood Jeans (ur. 11 września 1877 w Ormskirk, zm. 16 września 1946 w Dorking) – angielski fizyk, astronom i matematyk, sir.

## Życiorys
Ukończył Kolegium Trójcy Świętej w Cambridge na Uniwersytecie Cambridge. Profesor tegoż uniwersytetu, prowadził badania w dziedzinie teorii kinetycznej gazów. Pisał prace teoretyczne na temat budowy wnętrza gwiazd. Stworzył przypływową teorię powstawania Układu Słonecznego (pod wpływem siły grawitacji obcej gwiazdy).
W 1922 roku otrzymał Złoty Medal Królewskiego Towarzystwa Astronomicznego. 
Na język polski przetłumaczono dwie jego książki: 
Nowy świat fizyki (1932) i Astronomia dla laików (1946). 